# 11442 Seijin-Sanso
11442 Seijin-Sanso è un asteroide della fascia principale. Scoperto nel 1976, presenta un'orbita caratterizzata da un semiasse maggiore pari a 2,2192579 au e da un'eccentricità di 0,0367465, inclinata di 5,36905° rispetto all'eclittica.
L'asteroide è dedicato all'omonima località della prefettura di Okayama, vicino a Kurashiki, da dove l'astronomo Minoru Honda scoprì quattro delle dodici novae da lui individuate.